# 吉田三郎兵衛
吉田 三郎兵衛（よしだ さぶろうべえ、1860年5月21日〈万延元年4月1日〉 - 没年不明）は、日本の醤油醸造家、神奈川県多額納税者、政治家（神奈川県橘樹郡郡会議員、大綱村村長）。

## 経歴
武蔵国橘樹郡大豆戸村（現・神奈川県横浜市港北区大豆戸町）出身。三郎兵衛の長男。醤油製造業を営み、橘樹郡の郡会議員、大綱村村長、耕地整理組合長などを歴任した。

## 人物
貴族院多額納税者議員選挙の互選資格を有した。

## 家族・親族
吉田家
祖先は三河国吉田の産であったが、故あって現在地に転住した。元来は農を家業としていた。江戸時代には大豆戸村の名主を務めた。屋号を「堀上（ほりあげ）」といい、天保年間より醤油醸造業を営んでいた。
- 妻[1]
- 子[1]

親戚
- 弟
  - 上郎清助（貴族院議員）[7]
  - 磯野庸幸（貿易商、貴族院議員）